# Duportella sphaerospora
Duportella sphaerospora är en svampart som beskrevs av G. Cunn. 1957. Duportella sphaerospora ingår i släktet Duportella och familjen Peniophoraceae.   Inga underarter finns listade i Catalogue of Life.